# Drive (Tonight Alive)
Drive è un singolo del gruppo musicale australiano Tonight Alive, il terzo estratto dal loro terzo album in studio Limitless, pubblicato l'11 dicembre 2015 dalla Sony Music.

## Video musicale
Il video ufficiale del brano, diretto da Matt Sharp, è stato pubblicato il 27 gennaio 2016.

## Tracce
Testi e musiche di Jenna McDougall, Whakaio Taahi, Anthony Egizii e David Musumeci.
1. Drive – 3:16

## Formazione
Tonight Alive
- Jenna McDougall – voce
- Whakaio Taahi – chitarra solista, tastiera
- Jake Hardy – chitarra ritmica
- Cam Adler – basso
- Matt Best – batteria, percussioni

Altri musicisti
- Douglas Allen – tastiera, programmazione, effetti
- Steve Solomon – tastiera, programmazione
- Brian Robbins – programmazione
- Greg Johnson – effetti